# Robert Jonckhèere
Robert Jonckheere (Roubaix, 25 de julho de 1888 – Marselha, 27 de junho de 1974) foi um astrônomo francês. Conhecido pela descoberta de mais de 3350 estrelas duplas. Pai do psicólogo e estatístico Aimable Robert Jonckheere.

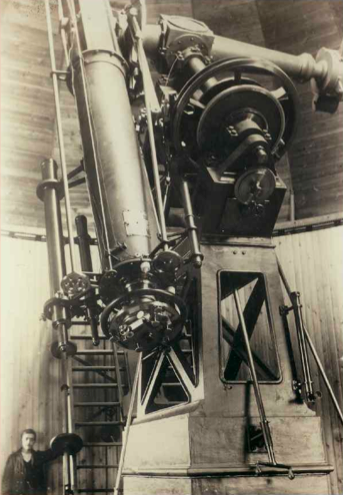
Telescópio refrator no Observatório de Hem

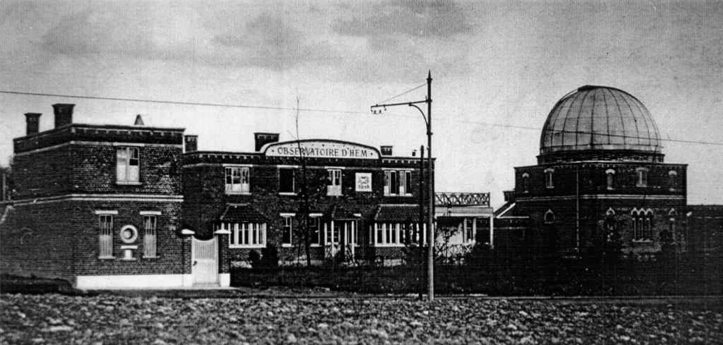
Observatório de Hem ca. 1909

Foi editor-chefe do Journal des Observateurs.

## Publicações selecionadas
- Jonckheere R. (1911) Stars, double and multiple, Cent nouvelles étoiles doubles. Monthly Notices of the Royal Astronomical Society, 71, 750 (abstract @ The Smithsonian/NASA Astrophysics Data System)
- Jonckheere R (1911) Stars, Double and multiple, Mesures d'étoiles doubles à l'Observatoire de Lille. Monthly Notices of the Royal Astronomical Society, 72, 156 (with The SAO/NASA Astrophysics Data System)
- Jonckheere R. (1912)  Stars, Double and multiple, Nouvelles étoiles doubles. Monthly Notices of the Royal Astronomical Society, 72, 188 (SAO/NASA Astrophysics Data System ou ADS)
- Jonckheere R (1944) Sur les Catalogues d'Etoiles doubles et en particulier sur celui de RG Aitken. Journal des Observateurs, 27, 73 (with SAO/NASA Astrophysics Data System (ADS))